# (18115) Rathbun
(18115) Rathbun est un astéroïde de la ceinture principale.

## Description
(18115) Rathbun est un astéroïde de la ceinture principale. Il fut découvert le 5 juillet 2000 à la station Anderson Mesa par le programme LONEOS. Il présente une orbite caractérisée par un demi-grand axe de 2,99 UA, une excentricité de 0,09 et une inclinaison de 10,3° par rapport à l'écliptique.

## Compléments